# The Past Didn't Go Anywhere
The Past Didn't Go Anywhere è un album in studio collaborativo dei cantautori statunitensi Ani DiFranco e Utah Phillips, pubblicato nel 1996.

## Tracce
1. Bridges – 8:03
2. Nevada City, California – 6:41
3. Korea – 8:30
4. Anarchy – 6:27
5. Candidacy – 1:45
6. Bum on the Rod – 4:18
7. Enormously Wealthy – 0:43
8. Mess With People – 6:44
9. Natural Resources – 2:31
10. Heroes – 1:07
11. Half a Ghost Town – 4:22
12. Holding On – 6:13